# Instituto de Robótica e Informática Industrial
El Instituto de Robótica e Informática Industrial, CSIC-UPC (IRI) (Institut de Robòtica i Informàtica Industrial, en catalán), es un centro de investigación de titularidad mixta del  Consejo Superior de Investigaciones Científicas (CSIC) y la Universidad Politécnica de Cataluña (UPC).

## Historia
El IRI fue creado en 1995, y actualmente se ubica en la Facultad de Matemáticas y Estadística dentro del Campus Sur de la UPC, en Barcelona (España). El IRI lleva a cabo investigación básica y aplicada en robótica y control automático.
Sus líneas de investigación principales son las siguientes:
- Cinemática y diseño de robots
- Robótica móvil
- Percepción y manipulación
- Control automático